# Flughafen Tuzla

i8
i11
i13
Der Flughafen Tuzla (bosnisch/serbisch: Aerodrom Tuzla; englisch Tuzla International Airport, IATA-Code: TZL, ICAO-Code: LQTZ) ist einer von insgesamt vier internationalen Flughäfen in Bosnien und Herzegowina. Er liegt südlich der Stadt Tuzla im Norden Bosniens. Der Flughafen ist als Low-Cost-Airline-Drehkreuz von Bosnien und Herzegowina bekannt, da er von Menschen aus Bosnien, der Diaspora und Reisenden aus den Nachbarländern Kroatien und Serbien genutzt wird. Der Flughafen ist ein ziviler Flughafen. Während des Bosnienkrieges war er auch ein Militärflugplatz.

## Geschichte

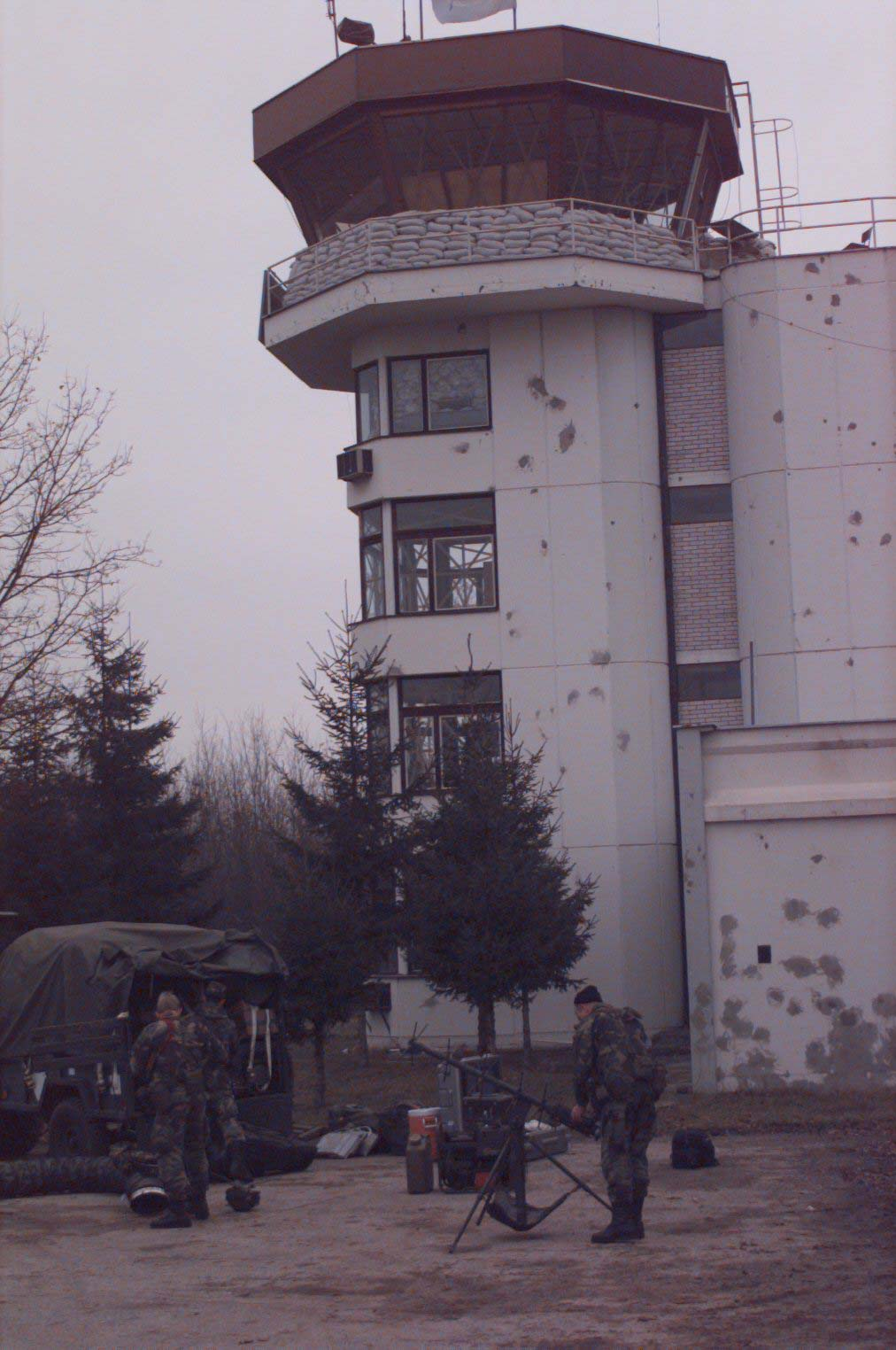
Tower des Militärflugplatzes 1995

Der Flughafen wurde im ehemaligen Jugoslawien ab 1982 als Militärflugplatz erbaut. 1992 übernahmen die Vereinten Nationen die Kontrolle über den Flughafen und ab 1996 diente er weiterhin als Militärflugplatz für die SFOR. Erst am 10. Oktober 1998 wurde der Flughafen auch für die zivile Luftfahrt geöffnet. 
Nach dem vollständigen Rückzug des internationalen Militärs begann der Flughafen Tuzla mit der Umsetzung aller technischen Anforderungen und Standards, die von der International Civil Aviation Organization auferlegt wurden.
Schließlich erhielt der internationale Flughafen Tuzla am 5. Juni 2008 das vorläufige Zertifikat für den Flughafen zur öffentlichen Nutzung im internationalen Luftverkehr, das für ein Jahr gültig war. Nach einer allgemeinen Prüfung, die von autorisierten Institutionen der Zivilluftfahrt in Bosnien und Herzegowina durchgeführt wurde, erhielt der internationale Flughafen Tuzla am 5. Juni 2009 das Zertifikat für den Flughafen der öffentlichen Nutzung im internationalen Luftverkehr mit unbegrenzter Gültigkeitsdauer.
Im Juni 2015 eröffnete die ungarische Billigfluggesellschaft Wizz Air eine Betriebsbasis in Tuzla, indem sie einen Airbus A320 auf dem Flughafen stationierte. Nach der Eröffnung der Basis stieg die Gesamtzahl der Wizz Air-Ziele von Tuzla auf 9, einschließlich 22 wöchentlicher Abflüge im Sommerflugplan. Am 2. Juni 2016 nahm Turkish Airlines Cargo Flüge von Tuzla nach Istanbul–Atatürk auf. Die türkische Regierung hat ein Importkontingent von 15.000 Tonnen Frischfleisch und Fleischprodukten aus Bosnien und Herzegowina zugeteilt. Für 2016 waren insgesamt 90 Flüge mit Airbus A330-Frachtflugzeugen geplant. Dies war damals der einzige Flug mit Großraumflugzeugen, der von und nach Bosnien und Herzegowina durchgeführt wurde. Am 31. August 2016 gab Wizz Air bekannt, dass sie ihr zweites Flugzeug am 27. März 2017 am Flughafen Tuzla stationieren wird. Ab März 2017 hat die Fluggesellschaft fünf neue Verbindungen von Tuzla nach Köln/Bonn, Friedrichshafen und Nürnberg in Deutschland, Bratislava in der Slowakei sowie Växjö in Schweden aufgenommen. Wizz Air kündigte außerdem eine neueste Route an, die Tuzla ab dem 30. Oktober mit London–Luton im Vereinigten Königreich, ab dem 31. Oktober mit Billund in Dänemark und ab dem 17. Dezember mit Berlin–Schönefeld verbinden sollte. Die Gesamtzahl der wöchentlichen Flüge stieg auf 43 Hin- und Rückflüge, mit denen 16 Ziele in 7 Ländern bedient wurden. Am 2. November 2016 gab der internationale Flughafen Tuzla den Beginn der Erweiterung und des Wiederaufbaus des Terminals bekannt. Im November 2017 stellte Wizz Air die Flüge nach London-Luton, Nürnberg und Bratislava ein. 2017 gilt als das Rekordjahr für den Flughafen Tuzla, seit er seine Pforten öffnete und zum ersten Mal überhaupt eine halbe Million Passagiere abfertigte. Im Juni 2018 nahm Wizz Air Flüge von Tuzla nach Karlsruhe/Baden-Baden in Deutschland auf. Im Mai 2019 wurde das neue Terminal eröffnet, das die Kapazität des Flughafens in Tuzla auf 1 Mio. Passagiere pro Jahr erhöht.
Im Mai 2021 plante Ryanair, zwei Strecken von Tuzla nach Weeze und Karlsruhe/Baden-Baden mit potenziellen zukünftigen Strecken nach Stockholm, London-Stansted, Malta und Memmingen zu starten. Die Regierung blockierte die Flüge jedoch und genehmigte sie nicht. Am 12. August 2021 gab Wizz Air bekannt, dass sie sein drittes Flugzeug in Tuzla stationieren und im Dezember 2021 zwei neue Strecken nach Mailand-Malpensa und Nürnberg eröffnen wolle.

## Fluggesellschaften und Ziele
Im deutschsprachigen Raum werden Basel, Berlin, Dortmund, Frankfurt-Hahn, Friedrichshafen, Karlsruhe/Baden-Baden, Köln/Bonn, Memmingen, Salzburg und Wien von Wizz Air bedient.